# Erich Wilke (Boxer)
Erich Wilke (* 30. Juni 1914; † 24. November 1944) war ein deutscher Boxer aus Hannover.
Wilke gewann viermal die Deutsche Amateurmeisterschaft im Weltergewicht (1937, 1938, 1939 und 1940). Zuvor war er 1936 bereits Zweiter in seiner Gewichtsklasse gewesen. Bei den Europameisterschaften 1939 wurde er Dritter.
Die Deutschen Meisterschaften 1937 in den Bremer Centralhallen gewann er durch einen Sieg im Finale gegen den Hamburger Alfred Graaf. Auch 1938 besiegte er diesen Gegner im Finale.
Wilke starb als Feldwebel 1944 und wurde begraben auf dem Deutschen Soldatenfriedhof Ysselsteyn.